# Шукшин Василь Макарович
Васи́ль Мака́рович Шукши́н (рос. Василий Макарович Шукшин; *25 липня 1929, село Сростки, Алтайський край, РРФСР — †2 жовтня 1974, станиця Клетська, Волгоградська область, РРФСР) — радянський письменник, кінорежисер, актор. Заслужений діяч мистецтв РРФСР (1969). Лауреат Ленінської премії (1976, посмертно), Державної премії СРСР (1971) та Державної премії РРФСР імені братів Васильєвих (1967).

## Біографія
Народився в селі Зростки Бійського району Алтайського краю в родині селянан-одноосібників. В 1930 році у період колективізації батьки вступили до колгоспу. Батько письменника Макар Леонтійович Шукшин (1912—1933) працював механізатором на молотарці, в 1933 році був заарештований і розстріляний. Після смерті чоловіка дітьми опікувалася мати Марія Сергіївна Шукшина (1909—1979).
З 1947 р. Василь Шукшин працював в тресті «Союзпроммеханізація», згодом був направлений на турбінний завод у Калузі, потім — на тракторний завод у Владимирі.
Закінчивши навчання за спеціальністю радиста, Шукшин в 1950 році служив в одній з частин Чорноморського флоту, дислокованій у Севастополі. У 1953 році був комісований медичною комісією Головного військового госпіталю Чорноморського флоту (діагноз: виразка шлунка).
У 1954—1960 рр. навчався у Всеросійському державному інституті кінематографії (у майстерні Михайла Ромма).
У 1956 році відбувся дебют Шукшина в кіно: він зіграв епізодичну роль матроса у фільмі Сергія Герасимова «Тихий Дон».
За порадою Ромма Шукшин став розсилати літературні твори до журналів. У 1958 році відбулася перша публікація.
Василь Шукшин помер 2 жовтня 1974 року на 46-му році життя. Похорон відбувся 7 жовтня 1974 року.

## Фільмографія

### Режисер-постановник
- 1960 — «З Лебединого повідомляють» (дипломна робота)
- 1964 — «Живе такий хлопець»
- 1965 — «Ваш син і брат»
- 1969 — «Дивні люди»
- 1972 — «Пічки-лавочки»
- 1973 — «Калина червона»

### Акторські роботи
- 1958 — «Тихий Дон»
- 1959 — «Два Федори» (Федір-великий, Одеська кіностудія),
- 1959 — «Золотий ешелон»
- 1961 — «Відрядження»
- 1962 — «Коли дерева були великими»
- 1963 — «Ми, двоє чоловіків» (Федір, кіностудія ім. О. Довженка)
- 1964 — «Яке воно, море?»
- 1967 — «Комісар»
- 1967 — «Журналіст» (Євген Сергійович, журналіст)
- 1969 — «У озера»
- 1971 — «Даурія» (Василь Улибін)
- 1973 — «Калина червона» (Єгор Прокудін) та ін.
- 1975 — «Вони воювали за Батьківщину» тв ін.